# Andrea Versteyl
Andrea Versteyl (* 4. Juli 1953 in Legden) ist eine deutsche Rechtsanwältin. Sie war von 2010 bis 2019 Richterin am Sächsischen Verfassungsgerichtshof in Leipzig und von 2011 bis 2021 Mitglied im Nationalen Normenkontrollrat der Bundesregierung.

## Beruflicher Werdegang
Nach dem Studium der Rechtswissenschaften und der Philosophie an der Westfälischen Wilhelms-Universität in Münster in den Jahren 1972 bis 1977, promovierte sie 1985 zum Dr. iur. mit einer rechtsvergleichenden Arbeit zum Thema Mediation, erschienen bei Duncker & Humblot unter dem Titel „Der übermächtige Dritte - Eine rechtsvergleichende Untersuchung über den streitschlichtenden und streitentscheidenden Dritten“. Seit 1983 ist Versteyl als Rechtsanwältin tätig, seit 1988 als Fachanwältin für Verwaltungsrecht und seit mehr als 20 Jahre im Umwelt- und Planungsrecht.
Versteyl lehrt seit 2001 an der Juristischen Fakultät der Universität Hannover und wurde dort 2009 zur Honorarprofessorin ernannt.
Sie wurde 2010 als nichtberufsrichterliches Mitglied für eine neunjährige Amtszeit Richterin am Verfassungsgerichtshof des Freistaates Sachsen.
Im April 2011 wurde sie erstmals in den Nationalen Normenkontrollrat der Bundesregierung berufen, 2016 erneut. Mit dem Ende der Berufungsperiode endete ihre Tätigkeit im Jahr 2021.

## Kanzleitätigkeit
Ihr Arbeitsschwerpunkt ist die Beratung privater und öffentlicher Vorhabenträger in Genehmigungsverfahren  für Industrieanlagen und Infrastrukturprojekte. Versteyl gründete 2005 die Kanzlei Andrea Versteyl Rechtsanwälte mit Standorten in Berlin, München und Hamburg mit dem Schwerpunkt Umwelt- und Planungsrecht. Nach der Einbringung ihrer Kanzlei bei Redeker Sellner Dahs in Berlin zwischen 2010 und 2011, ist die Kanzlei seit September 2011 wieder unabhängig.

## Ämter und Mitgliedschaften
- Stellvertretende Vorsitzende des Beirates des Bayerischen Instituts für Angewandte Umweltforschung und -technik (bifa)[7][8]
- Geschäftsführende Herausgeberin der Zeitschrift für Immissionsschutzrecht und Emissionshandel I + E[7]
- Mitglied des Herausgeberbeirats der Zeitschriften AbfallR und ReSource[7]
- Mitglied der 7. Regierungskommission Niedersachsen.[7] Deren Aufgabe war es, im Zeitraum 2012 bis 2016 die Niedersächsische Landesregierung zur Europäischen Umweltpolitik und Vorhabenplanung zu beraten und Strategieempfehlungen an Politik und Wirtschaft abzugeben[9][10]